# Bulbophyllum pumilio
Bulbophyllum pumilio là một loài phong lan thuộc chi Bulbophyllum.